# Leposternon maximus
Leposternon maximus — вид плазунів з родини амфісбенових (Amphisbaenidae). Ендемік Бразилії. Описаний у 2011 році.

## Поширення і екологія
Leposternon maximus мешкають в горах Еспігао-Местре на кордоні Гоясу і Мінас-Жерайсу. Вони живуть в саванах серрадо.